# Callopistria juventina
Noctuelle de la Fougère
Espèce
Callopistria juventina, la Noctuelle de la Fougère, est une espèce de Lépidoptères de la famille des Noctuidae et du genre Callopistria, à répartition eurasiatique. La chenille consomme les feuilles de Pteridium aquilinum, la Fougère-aigle.

## Répartition
C'est une espèce eurasiatique, présente jusqu'au Japon. En Europe, elle est présente de la péninsule Ibérique à la Russie, excepté dans l'extrême Nord. En France, on la rencontre un peu partout.

## Habitat et écologie

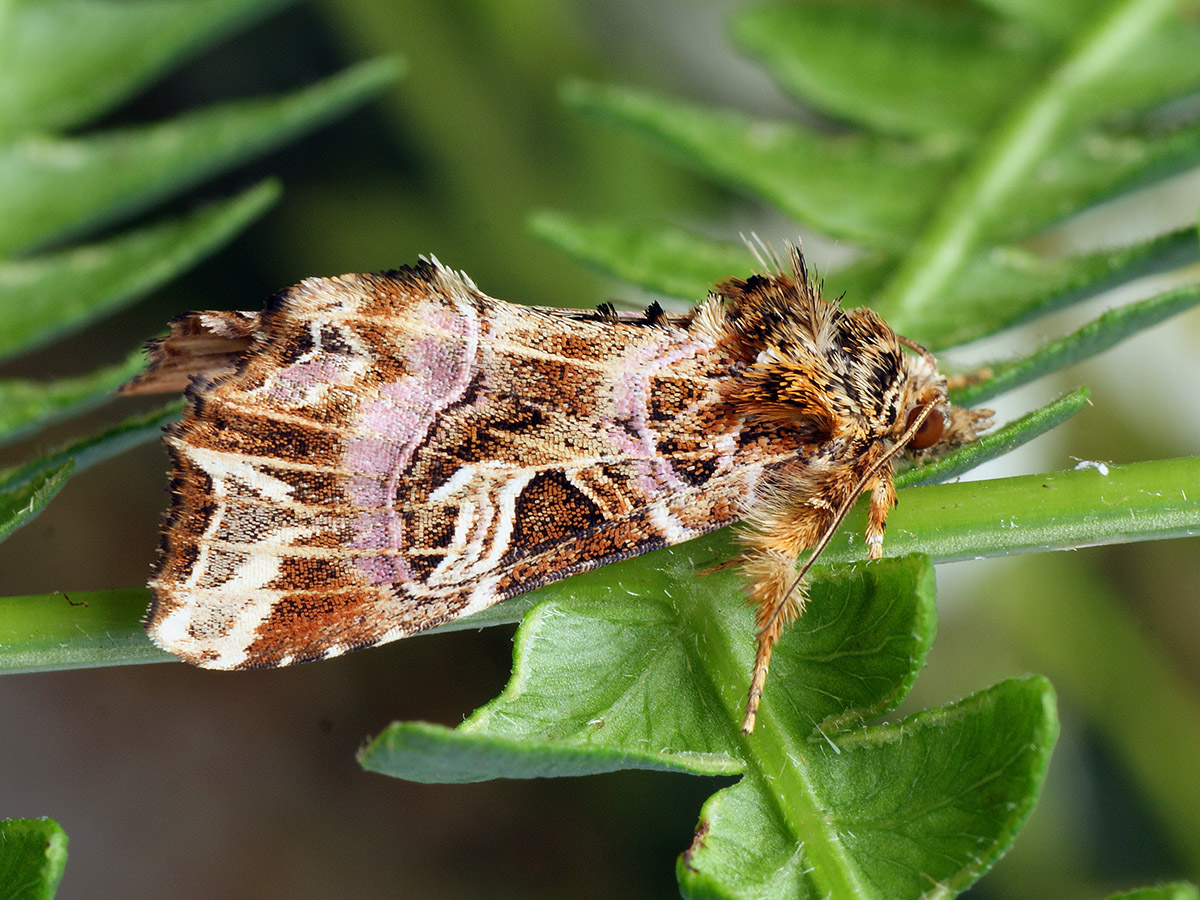
Adulte sur fougère.

La Noctuelle de la Fougère se rencontre dans les landes et milieux forestiers, sur sols acides, substrat des fougères, ses plantes hôtes. Elle se reproduit de la plaine à la moyenne montagne, où elle peut être localement commune, notamment sur les versants abandonnés par le pâturage et envahis par les landes à fougères. La chenille consomme Pteridium aquilinum (la Fougère-aigle), se tenant au revers des rames durant la journée. C'est une espèce univoltine, l'adulte volant entre juin et août.

## Systématique
Le nom scientifique complet (avec auteur) de ce taxon est Callopistria juventina (Stoll, 1782). L'espèce a été initialement classée dans le genre Phalaena sous le protonyme Phalaena juventina, par l'entomologiste néerlandais Caspar Stoll, en 1782.
Ce taxon porte en français le nom normalisé « Noctuelle de la Fougère »,.
Callopistria juventina a pour synonymes :
- Eriopus juventina (Stoll, 1782)
- Eriopus pteridis (Thunberg, 1788)
- Phalaena juventina Stoll, 1782